# ITF Makinohara
Das ITF Makinohara (offiziell: Gosen Cup Swingbeach Int’l Ladies Open) ist ein Tennisturnier des ITF Women’s Circuit, das in Makinohara ausgetragen wird.

## Siegerliste

### Einzel
| Jahr                   | Siegerin          | Finalgegnerin    | Ergebnis        |
| ---------------------- | ----------------- | ---------------- | --------------- |
| ↓ Kategorie: $25.000 ↓ |                   |                  |                 |
| 2005                   | Alissa Kleibanowa | Akiko Yonemura   | 6:0, 6:1        |
| 2006                   | Chuang Chia-jung  | Erika Takao      | 6:0, 6:4        |
| 2007                   | Akiko Yonemura    | Seiko Okamoto    | 6:3, 6:4        |
| 2008                   | Hsieh Su-wei      | Akiko Yonemura   | 6:1, 3:6, 6:3   |
| 2009                   | Hsieh Su-wei      | Misaki Doi       | 2:6, 7:5, 7:64  |
| 2010                   | Kumiko Iijima     | Shiho Akita      | 6:1, 6:2        |
| 2011                   | Karolína Plíšková | Erika Sema       | 6:75, 6:2, 6:0  |
| 2012                   | Alexa Glatch      | Monique Adamczak | 6:3, 6:4        |
| 2013                   | Sarina Dijas      | Belinda Bencic   | 6:3, 6:4        |
| 2014                   | Tatjana Maria     | Shūko Aoyama     | 6:1, 6:2        |
| 2015                   | Katarzyna Kawa    | Riko Sawayanagi  | 6:76, 6:2, 7:66 |
| 2016                   | Xenija Lykina     | Riko Sawayanagi  | 6:3, 6:3        |
| 2017                   | Ayano Shimizu     | Momoko Kobori    | 6:3, 6:3        |
| 2018                   | Momoko Kobori     | Junri Namigata   | 6:2, 6.3        |
| 2019                   | Paula Badosa      | Nagi Hanatani    | 7:5, 6:1        |
| 2020                   | abgesagt          | abgesagt         | abgesagt        |

### Doppel
| Jahr                   | Siegerinnen                     | Finalgegnerinnen                          | Ergebnis           |
| ---------------------- | ------------------------------- | ----------------------------------------- | ------------------ |
| ↓ Kategorie: $25.000 ↓ |                                 |                                           |                    |
| 2005                   | Ryoko Takemura Tomoko Yonemura  | Seiko Okamoto Ayami Takase                | 6:4, 6:3           |
| 2006                   | Hsieh Su-wei Kumiko Iijima      | Kim Hea-mi Keiko Taguchi                  | 6:3, 4:6, 6:0      |
| 2007                   | Airi Hagimoto Sakiko Shimizu    | Lauren Albanese Yanina Wickmayer          | 7:5, 6:3           |
| 2008                   | Natsumi Hamamura Junri Namigata | Cha Kyung-yee Han Xinyun                  | 7:5, 7:64          |
| 2009                   | Kurumi Nara Erika Sema          | Mari Tanaka Tomoko Yonemura               | 6:0, 6:0           |
| 2010                   | Lu Jia Yiang Lu Jiajing         | Kao Sho-yuan Wang Qiang                   | 7:5, 1:6, [11:9]   |
| 2011                   | Shuko Aoyama Kotomi Takahata    | Junri Namigata Akiko Yonemura             | 6:2, 7:5           |
| 2012                   | Eri Hozumi Miyu Katō            | Monique Adamczak Caroline Garcia          | 7:66, 6:3          |
| 2013                   | Eri Hozumi Makoto Ninomiya      | Nicha Lertpitaksinchai Peangtarn Plipuech | 6:1, 6:2           |
| 2014                   | Tatjana Mari Miki Miyamura      | Makoto Ninomiya Mari Tanaka               | 6:3, 6:1           |
| 2015                   | Kanae Hisami Kotomi Takahata    | Yukina Saigō Ena Shibahara                | 6:4, 6:1           |
| 2016                   | Xenija Lykina Riko Sawayanagi   | Rika Fujiwara Erika Sema                  | 6:4, 6:1           |
| 2017                   | Miyabi Inoue Kotomi Takahata    | Yukina Saigō Ayano Shimizu                | 6:3, 7:5           |
| 2018                   | Kanako Morisaki Minori Yonehara | Chinatsu Shimizu Ramu Ueda                | 6:3, 6:1           |
| 2019                   | Eudice Chong Aldila Sutjiadi    | Erina Hayashi Momoko Kobori               | 6:75, 7:65, [10:4] |
| 2020                   | abgesagt                        | abgesagt                                  | abgesagt           |

## Quelle
- ITF Homepage